# Курський Володимир Михайлович
Курський Володимир Михайлович (18 грудня 1897, Харків — 8 липня 1937) — діяч радянських органів державної безпеки, один з керівників НКВС, комісар державної безпеки 3-го рангу (з 13 грудня 1936). Входив до найближчого оточення М. І. Єжова. Організатор фальсифікованих процесів противників режиму і масових репресій в СРСР.

## Ранні роки
Народився в сім'ї кравця. Освіта — церковно-приходська школа (1909–1910), потім 2-класне початкове училище (1910–1913). Працював годинникарем. Під час першої світової війни служив у Російській імператорській армії, унтер-офіцер (1916–1917 рр.). У лютому 1917 року вже був активним більшовиком, член партії ВКП(б).
У період громадянської війни 1917–1919 рр. перебував у Ярославській губернії, де займав різні відповідальні пости — завідувач відділом юстиції Ростовського міського виконавчого комітету, голова Ростовського повітового комітету РКП(б).
У 1919–1921 рр. знову на військовій службі, був військовим комісаром у Червоній Армії — воєнком полку, воєнком бригади, начальник політичного відділу Козловського УР (1919–1920), агітатор-організатор інспекції та кавалерії 8-ї армії (1920), воєнком штабу 1-ї Зразкової бригади 8-ї армії (1920), член реввійськтрибуналу 2-ї Донської дивізії (12.1920-1921), член реввійськтрибуналу військ Донський обл. (1921), член реввійськтрибуналу 55 стрілецької дивізії (1921-06.1921). В органах ВЧК-ОГПУ- НКВС з 1921 року, де обіймав послідовно посади помічника уповноваженого, уповноваженого, помічника і потім заступника начальника контррозвідувального відділу ДПУ УРСР.

## В органах
Разом зі своїми колегами по Україні (у тій же групі були Ю. Г. Євдокимов, Я. М. Вейншток, М. Г. Ніколаєв-Журид та інші) був переведений на Кавказ, де став начальником Східного відділу повноважного представництва ОДПУ по Північно-Кавказькому краю (1926–1929 рр.), потім — начальник Особливого відділу (контррозвідка) ПП (в 1929–1934 рр.) і за сумісництвом (з 1931 р) — начальник Особливого відділу Північно-Кавказького військового округу. У 1928 році був тимчасово виключений з ВКП(б) за причетність до вбивства сільського кореспондента у м. Мікоян-Шахар (нині Карачаєвськ). Однак кар'єрний ріст тривав — в 1934–1936 рр. В. М. Курський заступник начальника управління НКВС Північно-Кавказького краю.
У період з 15 липня і по 28 листопада 1936 В. М. Курський — начальник УНКВС по Західно-Сибірському краю.
У листопаді 1936 року був запрошений М. І. Єжовим в Москву на посаду начальника 4-го Секретно-політичного відділу ГУДБ НКВС СРСР замість Г. А. Молчанова. У квітні 1937 В. М. Курський призначається заступником наркома внутрішніх справ СРСР і одночасно в період з квітня і по червень 1937 В. М. Курський за сумісництвом — начальник 1-го відділу Головного управління державної безпеки НКВС. З 14 червня 1937 В. М. Курський знову заступник наркома внутрішніх справ СРСР і одночасно начальник 3-го (контррозвідувального) відділу ГУДБ НКВС СРСР і заступник начальника ГУДБ НКВС СРСР. За офіційною версією застрелився.